# Bernard Imbert
Pas d'image ? Cliquez ici

a Compétitions nationales et continentales officielles uniquement.

b Matchs officiels uniquement.
Bernard Imbert, né le 15 février 1957, est un joueur et entraîneur de rugby à XIII dans les années 1970 et 1980. Il occupe le poste de Ailier.
Formé au Le Pontet, il rejoint en 1977 le club voisin d'Avignon et y côtoie l'Équipe de France, disputant deux rencontres internationales contre la  Nouvelle-Zélande et l'Australie. En 1981, il rejoint le club du Pontet aux côtés de son frère Jacky Imbert.

## Palmarès

### Détails en sélection
| 1. | 7 décembre 1980 | Nouvelle-Zélande | 3-11 | Test-match | Ailier | - | - | - | - |
| 2. | 4 juillet 1981  | Australie        | 3-43 | Test-match | Ailier | - | - | - | - |